# Уедем
Уедем (њем. Uedem) општина је у њемачкој савезној држави Северна Рајна-Вестфалија. Једно је од 16 општинских средишта округа Клефе. Према процјени из 2010. у општини је живјело 8.409 становника. Посједује регионалну шифру (AGS) 5154056, NUTS (DEA1B) и LOCODE (DE UED) код.

## Географски и демографски подаци
Уедем се налази у савезној држави Северна Рајна-Вестфалија у округу Клефе. Општина се налази на надморској висини од 21 метра. Површина општине износи 61,0 km². У самом мјесту је, према процјени из 2010. године, живјело 8.409 становника. Просјечна густина становништва износи 138 становника/km².